# José María Pazo
José María Pazo Torres (* 4. April 1964 in Valledupar) ist ein ehemaliger kolumbianischer Fußballspieler. Der Torwart bestritt drei Länderspiele für die kolumbianische Nationalmannschaft und nahm an der Fußball-Weltmeisterschaft 1994 teil.

## Karriere

### Verein
Pazo begann seine Profikarriere 1989 bei Junior de Barranquilla, wo er schnell zur Stammkraft zwischen den Pfosten wurde und die kolumbianische Meisterschaft 1993 und 1995 gewann. Nach einer Station bei Deportivo Unicosta spielte er 1999 erneut bei Junior und beendete 2000 bei Independiente Medellín seine aktive Laufbahn.

### Nationalmannschaft
José María Pazo war zwischen 1993 und 1997 Teil des erweiterten Kaders der kolumbianischen Nationalmannschaft. Er stand im Aufgebot für die Copa América 1993, kam allerdings nicht zum Einsatz. Er wurde ein Jahr später in den Kader der Fußball-Weltmeisterschaft 1994 in den USA berufen, kam dort jedoch auch nicht zum Einsatz. Insgesamt absolvierte er drei Länderspiele, allesamt Freundschaftsspiele, für Kolumbien.

## Nach der Karriere
Nach seinem Rückzug aus dem Profifußball widmete sich Pazo verschiedenen Projekten, unter anderem im Jugendbereich und als Torwarttrainer. Er war auch Teil mehrerer Gedenkspiele und wird bis heute mit großem Respekt in Barranquilla und Valledupar gesehen.

## Erfolge
Junior
- Kolumbianischer Meister: 1993, 1995

## Sonstiges
Sein Cousin Óscar Passo ist ebenfalls ehemaliger Fußballprofi und spielte sieben Mal in der kolumbianischen Nationalmannschaft.